# Tuc de la Comamarja

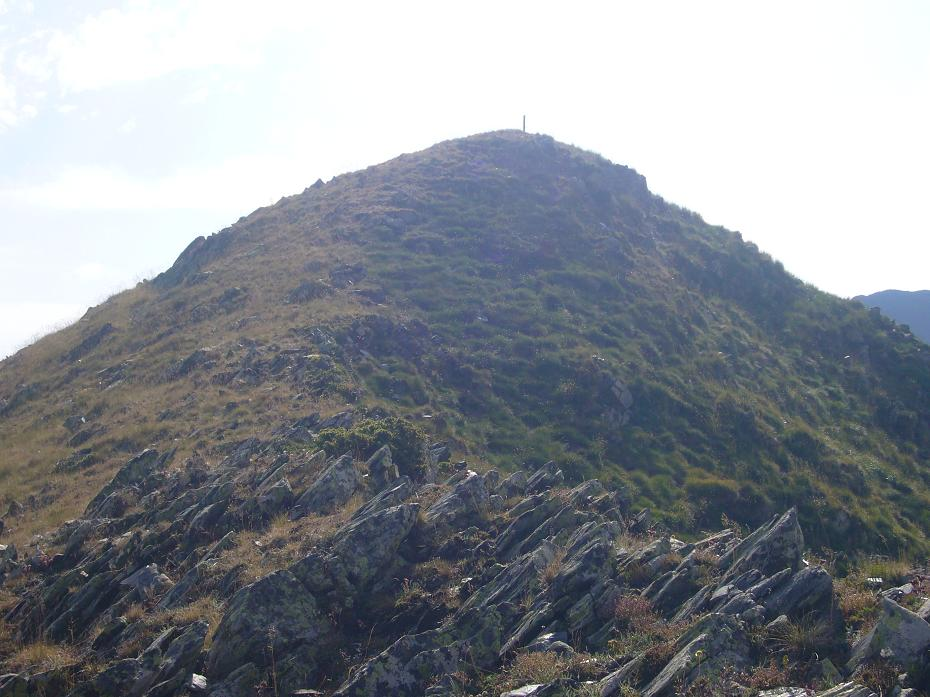
Vessant nord-occidental del Tuc de la Comamarja.

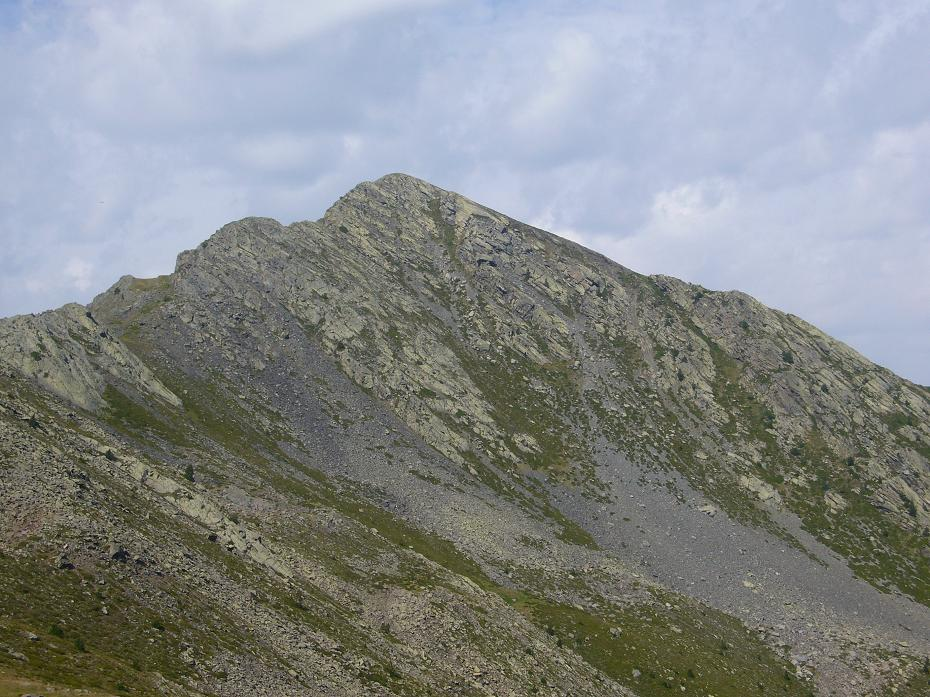
Vessant nord-oriental del Tuc de la Comamarja.

El Tuc de la Comamarja és una muntanya que es troba en el terme municipal de la Vall de Boí, a la comarca de l'Alta Ribagorça, i dins de la zona perifèrica del Parc Nacional d'Aigüestortes i Estany de Sant Maurici.
El seu nom prové del llatí: «Probablement de cumba erematica, coma erma, doncs és la més alta i erma de totes».
El pic, de 2.562,1 metres, punt d'unió entre la Serra de Llats a ponent i la Serra de Casesnoves a llevant, s'alça en la carena que separa les valls de Sant Nicolau al nord i de Sant Martí al sud. Està situat entre la Roca Blanca a ponent i el Cap de les Cometes a llevant.
Aquest cim està inclòs al llistat dels 100 cims de la FEEC. 

## Rutes[5]
Dues són les alternatives més habituals:
- Sortint de Taüll o el Pla de l'Ermita, es remunta uns 400 metres pel Barranc de Remediano direcció nord-nord-est, per girar cap a l'oest-nord-oest i dirigir-se a el Faro (lloc on té lloc l'encesa de les falles a les festes de Taüll); es continua després cap al nord-nord-est, per buscar el pas a la Vall de Sant Nicolau que es troba entre el Pui-redó i el Cap de les Creuetes. A partir d'aquest punt es segueix la carena fins al cim.
- Sortint des del Pla de l'Ermita i remuntant la carena del Serrat dels Hortons.